# Zespół Ohdo
Zespół Ohdo (ang. Ohdo syndrome, Ohdo blepharophimosis syndrome, mental retardation, congenital heart disease, blepharophimosis, blepharoptosis, and hypoplastic teeth) – występujący sporadycznie zespół wad wrodzonych, na którego obraz kliniczny składają się blepharophimosis, ptosis, hipoplazja zębów, wrodzone wady serca i opóźnienie umysłowe. Donoszono również o występowaniu uchyłków pęcherza i rozszczepu podniebienia u chorych z podejrzeniem tego zespołu, a także wnętrostwa i hipoplazji moszny. Etiologia tego rzadkiego zespołu nie jest znana; wydaje się, że większość ciężkich przypadków o pełnym fenotypie jest sporadyczna, natomiast donoszono o łagodniejszych, występujących rodzinnie, których dziedziczenie najprawdopodobniej było autosomalne dominujące z niepełną penetracją.